# Maurice Laisant
Pour les articles homonymes, voir Laisant.
Maurice Laisant, né le 11 mars 1909 à Paris où il est mort le 29 septembre 1991, est facteur mixte à la SNCF puis représentant de commerce, écrivain et poète, militant , libre-penseur et pacifiste, cofondateur de la nouvelle Fédération anarchiste de 1953.
En 1955, Albert Camus prend sa défense quand il est condamné pour avoir édité une affiche appelant à la paix en Indochine.

## Libertaire et pacifiste
Maurice Laisant est le petit-fils de Charles-Ange Laisant, fils d’Albert Laisant et frère de Charles Laisant,.
Maurice Laisant, s’engage dans la voie libertaire sur les traces de ces parents.
Il milite activement dans les organisations pacifistes. Il adhère dès 1935 à l’Union des Jeunesses pacifistes de France (UJPF) où il est chargé du recrutement et de la propagande pour la région d’Asnières.
C’est à partir de 1939 qu’il commence sa collaboration au journal Le Libertaire publié par l'Union anarchiste.

## Refondateur de la Fédération anarchiste
Après la Seconde Guerre mondiale, il est parmi les refondateurs de la Fédération anarchiste aux côtés de, notamment, Robert Joulin, Maurice Fayolle, Henri Bouyé, Maurice Joyeux, Georges Fontenis, Suzy Chevet, Georges Vincey, Aristide et Paul Lapeyre, Renée Lamberet, Giliane Berneri, Solange Dumont, Roger Caron, Henri Oriol et Paul Chery.
En 1946, il collabore à l’hebdomadaire Ce qu'il faut dire de Louis Louvet.
Lors du premier congrès de la Confédération générale pacifiste (CGP), tenu à Paris en novembre 1946, il est délégué comme membre de la commission de propagande.
Il intervint fréquemment en faveur des objecteurs de conscience, même si sa position personnelle sur ce sujet est plus nuancée. Comme le précise Maurice Rajsfus, alors qu'un débat de fond traverse la Fédération anarchiste sur l'opportunité de se soustraire au service militaire, Maurice Laisant donne un point de vue cohérent et s'interroge sur l'opportunité de s'y soumettre : « Qu'est-ce que l'objection de conscience, sinon le refus d'un homme de se plier aux lois, aux usages ayant cours. Dans tous les domaines, et dans tous les temps, il y eut objection de conscience, individuelle ou collective, des hommes devant l'ordre établi. » Et Maurice Laisant de conlure : « Je n'ai jamais prôné l'objection de conscience, estimant que ce ne pouvait être qu'un acte personnel que nul autre n'a à juger que l'intéressé, par surcroît parce que j'aurais assez mauvaise posture pour engager des hommes dans une voie que je n'ai pas eu moi-même le courage de suivre » (Le Monde Libertaire, décembre 1959).
En 1953, il fait partie des reconstructeurs de la nouvelle Fédération anarchiste où il va occuper une place importante. Il est désigné, en 1956, avec Maurice Joyeux comme membre du comité de rédaction du journal Le Monde libertaire.

## Forces Libres de la Paix
Au début des années 1950, il est membre du groupe Forces Libres de la Paix dont il devient, en 1952, le secrétaire à la propagande.
En octobre 1954, il est inculpé à la suite de la publication d’une affiche virulente exigeant la cessation des hostilités en Indochine qui ne comporte pas les mentions légales et est imprimée sur papier blanc,. En février 1955, il est condamné à payer une forte amende, après un procès qui mobilise jusqu’à Albert Camus pour sa défense,.
Albert Camus déclare au tribunal : « J'ai connu Laisant dans un meeting où nous réclamions ensemble la libération d'hommes condamnés à mort dans un pays voisin. Depuis. je l'ai parfois revu et j'ai pu admirer sa volonté de lutter contre le fléau qui menace le genre humain. Il me semble impossible que l'on puisse condamner un homme dont l'action s'identifie si complètement avec l'intérêt de tous les autres hommes. Trop rares sont ceux qui se lèvent contre un danger chaque jour plus terrible pour l'humanité »,,. Olivier Todd précise que Albert Camus apprécie son activisme.

## Individualiste
Le 6 septembre 1959, il intervient à Bruxelles au congrès international de la Libre pensée.
À l’issue du congrès de Nantes de juin 1957, il est nommé secrétaire général de la Fédération anarchiste,, poste qu’il abandonne en 1975.
En mai 1978, après le congrès de Ris-Orangis où la FA reconnait la lutte des classes, il reproche à la fédération son évolution vers le « marxisme ». Avec quelques groupes dissidents, il lance une nouvelle édition du Libertaire. C’est sur la base de ce refus qu’en novembre 1979, il est parmi les fondateurs de l’Union des anarchistes dont il est membre jusqu'à sa mort.
Maurice Laisant est initié franc-maçon en 1926 à la loge « Concordia » du Grand Orient de France. « Dispensé de condition d'âge comme fils de maçon », il a 17 ans, il quitte la franc-maçonnerie en 1928.

## Commentaire
« Conférencier, animateur et collaborateur de nombreux périodiques, auteur de quelques ouvrages dont 
La Pilule ou la bombe, Maurice Laisant a traversé sa longue vie en combattant avec conviction et persévérance, mais toujours sans violence, au travers de bien des embûches. Il ne s’est jamais renié. » - René Saulière

## Œuvres
- Flammes, Paris, Éditions La Rue, 1967, (OCLC 493269340).
- La Pilule ou la bombe, (préf. Jeanne Humbert), Éditions du Monde libertaire, 1976, (OCLC 461682517).
- Stephen MacSay - L'éducateur, l'humaniste, l'ami des bêtes, Paris, Fédération anarchiste. Groupe de La Boétie, 1978[19].
- Si tu veux la paix, prépare la paix : conférence tenue à Valence le 11 mai 1984, Union pacifiste de France, Asnières, Éditions du Libertaire, 1986, (OCLC 461839159).
- Poésies chansonnière, Le Temps des Cerises, 1987, (OCLC 765215455).

### Postface
- René Lochu, Libertaires, mes compagnons de Brest et d'ailleurs, préf. de Léo Ferré, Quimperlé, La Digitale, 2003, (OCLC 417315665),  (ISBN 9782903383725).

### Articles
- Fabrice Magnone, Le Libertaire (1917-1956) Autopsie d'un organe anarchiste, doctorat en histoire, 1998, Université de Nice, 1998, Maurice Laisant.
- Les auteurs du Monde libertaire, Maurice Laisant.
- Les anarchistes et l'Internationale durant la guerre de 1914, Le Monde libertaire, septembre 1964, texte intégral, lire en ligne.
- Maurice Fayolle, Le Monde libertaire, novembre 1970, lire en ligne.
- Sébastien Faure, La Rue, no 7, janvier 1970, p. 56-70, lire en ligne.

### Nouvelle
- Le manuscrit du désert, La Rue, no 6, septembre 1969, p. 65-73, lire en ligne.

## Notices
- Dictionnaire des anarchistes, « Le Maitron » : notice biographique.
- L'Éphéméride anarchiste : notice biographique.
- Centre International de Recherches sur l'Anarchisme (Lausanne) : notice bibliographique.
- René Bianco, 100 ans de presse anarchiste : notice.
- RA.forum : notice.